# Diocèse de Raleigh
Le diocèse de Raleigh (Dioecesis Raleighiensis) est un territoire ecclésiastique de l'Église catholique aux États-Unis, suffragant de l'archidiocèse d'Atlanta. Il recouvre la partie Est et centrale de la Caroline du Nord. Le diocèse est tenu depuis 2017 par Luis Zarama.

## Territoire
Son territoire comprend la partie centrale et orientale de la Caroline du Nord avec 54 comtés. Le siège épiscopal est à Raleigh où se trouve la cathédrale du Saint-Nom-de-Jésus. Le diocèse est subdivisé en 81 paroisses. (2022).

## Histoire
Le vicariat apostolique de Caroline du Nord est érigé le 3 mars 1868, recevant son territoire du diocèse de Charleston et placé sous l'autorité de Mgr Gibbons. En 1888, le vicariat est dirigé par l'abbé de l'abbaye de Belmont, Mgr Leo Haid (1849-1924), qui continue à être à la tête de l'abbaye. Le 8 juin 1910, l'abbaye devient territoire nullius et récupère des terres du vicariat. C'est ainsi que Mgr Haid cumule dès lors trois titres : père abbé de Belmont, vicaire apostolique de Caroline du Nord, et abbé ordinaire de l'abbaye territoriale de Belmont.
Le 12 décembre 1924, après la mort de Mgr Haid (qui avait toujours refusé l'établissement de ce diocèse), Pie XI érige le diocèse de Raleigh qui comprend le territoire de la Caroline du Nord, à l'exception de huit comtés placés sous l'autorité de l'abbaye territoriale de Belmont. Le chancelier de l'archidiocèse de Baltimore, Mgr William Hafey, en devient le premier évêque. Il a autorité sur un petit troupeau de 8 254 fidèles, servis par 23 prêtres diocésains, 28 prêtres réguliers et 127 religieuses.
En 1944, le diocèse récupère sept des huit comtés de l'abbaye de Belmont et en juin 1960 le dernier, l'abbaye territoriale étant réduite à son seul domaine. En novembre 1971, son statut d'abbaye territoriale est supprimé. L'abbaye est intégrée au diocèse de Charlotte.

## Statistiques
En 2017, le diocèse comprenait 222 443 baptisés pour une population de 4 924 663 habitants (4,5%), servis par 161 prêtres (114 diocésains et 47 réguliers), 73 diacres, 50 religieux et 33 religieuses dans 79 paroisses. Le nombre de religieuses tend à s'éteindre dans le diocèse puisqu'elles étaient 468 en 1966 et encore 125 en 1980. Elles n'étaient plus que 63 en 2004.